# Arvid Knöppel (skytt)
Johan Arvid Konstantin Knöppel, född den 7 mars 1867 i Stockholm, död den 7 mars 1925 i Bad Nauheim i Tyskland, var en svensk bryggmästare, författare och sportskytt. Han var far till skulptören Arvid Knöppel. 
Arvid Knöppel var son till hamnfogden Gustaf Knöppel. Efter skolgång i Nya elementarskoaln i Stockholm företog han i tjugoårsåldern en jaktfärd till Afrika. Åren 1887–1890 bedrev han bryggeristudier i Tyskland. Efter att ha återkommit till Sverige blev han först bryggmästare vid Norrbottens bryggeriaktiebolag i Luleå och därefter vid AB Stora bryggeriet vid Hornsberg i Stockholm. Åren 1896–1911 innehade han Kristiebergs bryggeri i Växjö. Han lämnade därefter verksamheten som bryggare för att ägna sig åt författarverksamhet. Knöppel debuterade 1912 med boken Svarta riddare, innehållande natur- och jaktskildringar från Småland. Sedan följde nästan varje år en ny volym med djur- och vildmarksskildringar. Han utgav dessutom handboken Jaktskyttekonsten med hagelgevär (1915) och Barbarer (1916, översättning till tyska och holländska), en skidring från östfronten under första världskriget av utpräglat tyskvänlig karaktär. Åren 1913–1922 utgav han tidskriften Från jaktmarker och fiskevatten. Efter ölkällarkuppen vintern 1923 publicerade han en mycket positiv text om Hitler och nationalsocialismen i Åhlén och Holms tidskrift Vårt Hem, där han bland annat påstår att han i München personligen lärt känna Hitler.
Som skytt deltog han i olympiska sommarspelen 1908 i London, där han ingick i det segrande svenska laget i löpande hjort, enkelskott.